# Siekierzyce (przystanek kolejowy)
Siekierzyce – przystanek osobowy, a dawniej stacja kolejowa w Siekierzycach, w gminie Mściwojów, w powiecie jaworskim, w województwie dolnośląskim, w Polsce. Został otwarty w październiku 1896 roku przez KPEV.